# هرکولانیوم
هرکولانیوم ( به انگلیسی: Herculaneum، به ایتالیایی: Ercolano)، شهر رومی کوچک اما ثروتمندی بر کنارهٔ خلیج ناپل در کامپانیای امروزی در جنوب ایتالیا بود که به‌هنگام فوران آتشفشان وزوو در سال ۷۹ میلادی همراه با پمپئی، توره آنونزیاتا و استابیا نابود شد. امروزه شهر ارکولانو بر بخشی از بقایای شهر باستانی هرکولانیوم بنا شده‌است. عملیات کاوش و حفاری در سال ۱۷۳۸ آغاز شد و در سال ۱۹۹۷، هرکولانیوم همراه با پمپئی و توره آنونزیاتا در فهرست میراث جهانی یونسکو به‌ثبت رسید.

## تاریخچه
هرکولانیوم در ۸ کیلومتری جنوب شرقی ناپل و غرب دامنه‌های کوه وزوو قرار داشت. بنا بر روایات باستانی نام هرکولانیوم برگرفته از نام هراکلس، قهرمان یونانی بود که این موضوع نشانگر خاستگاه یونانی شهر است. بااین‌حال بنا بر شواهد تاریخی تا پایان سدهٔ ششم پیش از میلاد، ساکنان اوسکی زبان شهر تحت هژمونی یونانیان درآمده و هرکولانیوم در سدهٔ چهار پیش از میلاد زیر سیطرهٔ سامنیها قرار گرفت. در نهایت این شهر به‌دنبال شرکت در نبرد متحدان علیه روم و شکست از تیتوس دیدیوس در سال ۸۹ پیش از میلاد به یکی از شهرهای رومی بدل شد.
با آغاز سدهٔ نخست میلادی هرکولانیوم شهر مسکونی کوچک و ثروتمندی بود که به‌عنوان یکی از میعادگاه‌ها و استراحتگاه‌های محبوب رومیان شناخته می‌شد و ویلاهای زیبایی در آن ساخته شده بود. با این حال وقوع زلزله‌ای در سال ۶۲ یا ۶۳ آسیبی شدید به شهر وارد نمود و هنوز بسیاری از ساختمان‌های خصوصی و عمومی آن بازسازی نشده بود که فوران آتشفشان وزوو در ۲۴ تا ۲۵ اوت ۷۹، هرکولانیوم را مدفون ساخت.

## فوران آتشفشان وزوو و نابودی هرکولانیوم
خطوط ساحلی اطراف کوهپایه‌های وزوو استراحتگاهی محبوب در میان رومیان بود و آنان که این کوه را آتشفشانی نمی‌دانستند، بسیاریشان دارای خانه‌ها و ویلاهای تابستانی در پمپئی و هرکولانیوم بودند. حتی هنگامی‌که زلزله‌هایی خلیج ناپل را در نزدیکی کوه به‌مدت ۱۵ سال به لرزه درآورد بازهم شهروندان این شهرها آن‌را بی‌ارتباط با وزوو می‌دانستند.
اما در سال ۷۹ ناگهان بر شمار زلزله‌ها افزوده شد و سرانجام وزوو در ۲۴ اوت همان سال شروع به فوران کرد. هرکولانیوم که در کوهپایه‌های وزوو قرار داشت در آن زمان پر از مسافران تابستانی بود. حتی بخشی از ناوگان روم به‌فرماندهی دریاسالار پلینی پدر، طبیعی‌دان و تاریخ‌نگاری سرشناس نیز در مکانی دورتر از ساحل خلیج ناپل لنگر انداخته‌بود. با آغاز آتشفشانی، پلینی دریافت که کشتی‌هایش برای انجام عملیات نجات مورد نیاز است و به سوی ساحل حرکت کرد. پلینی پسر، برادرزادهٔ پلینی پدر نیز در این زمان همراه او بود و بیشتر دانسته‌های امروز از وقایع روز ۲۴ اوت ۷۹ به‌دلیل شرح واقعه در دو نامه‌ای است که او برای تاسیتوس تاریخ‌نگار فرستاد.

نقشهٔ شهرهای آسیب‌دیده در فوران سال ۷۹ آتشفشان وزوو

پمپئی نخستین شهری بود که ویران شد. ابرهایی از گازهای سمی شهر را در برگرفت و مردمی که پیشتر از سقوط سنگ‌های آتشفشانی جان به‌در برده بوده و قصد فرار داشتند را کشت. آنهایی هم که در خانه‌هایشان باقی‌مانده بودند به‌دلیل نبود اکسیژن جان باختند. در این زمان پلینی پدر به ساحل شهر استابیا، دیگر شهری که قربانی فوران وزوو شده بود رسید تا دوستی را نجات دهد. اما موج‌های بلند و بادهای شدید ناشی از جابجایی جریان هوای سرد با جریان هوای داغ اطراف آتشفشان مانع از خروج دوبارهٔ کشتی‌ها شدند. دریانوردان با بستن بالش‌هایی به سرشان با پای پیاده شروع به فرار کردند اما پلینی پدر بر اثر استنشاق گازهای سمی جان باخت. استابیا نیز به‌طور کامل نابود شد.
فوران‌های آتشفشانی معمولاً به‌دنبال خود باعث ریزش باران فراوانی می‌شوند اما در این مورد شدت باران به‌حدی زیاد بود که باعث رانش حجم زیادی گل و لای شد. در نتیجه هرکولانیوم برخلاف پمپئی در زیر گلی روان به ارتفاع ۲۰ متر مدفون گردید که این ماده پس از خشک‌شدن به توده‌ای توفامانند تبدیل شد. این لایه هرچند بعدها کار حفاری را بسیار سخت نمود اما وجود آن همچون پوششی محافظ هرکولانیوم را از گزند تغییرات آب و هوایی و تاراجگران در امان داشت. در عین‌حال سختی این لایه سبب شد تا شهرهای امروزی رسینا و پورتیچی بر روی شهر باستانی مدفون‌شده ساخته شوند.
از سوی دیگر کشف بقایای اندک انسانی در حفاری‌های اولیه این گمان را به‌وجود آورده بود که بیشتر اهالی هرکولانیوم برخلاف مردم پمپئی موفق به فرار به سوی ناپل شده‌اند که در جهت مخالف ریزش سنگ‌ها و خاکسترهای آتشفشانی قرار داشت. اما پیداشدن ۱۲۰ اسکلت دیگر انسان در طی حفاری‌های دههٔ ۱۹۸۰ در کرانه‌های باستانی خلیج ناپل که امروزه درون خشکی قرار گرفته‌اند نشان داد که شمار بسیاری از ساکنین شهر نیز به‌هنگام فرار کشته‌شده‌اند. همچنین محتمل‌ترین دلیل مرگ این افراد را جریان‌های آذرآواری دانسته‌اند.

## کاوش‌های باستان‌شناسی
نخستین کشف ویرانه‌های هرکولانیوم به‌طور اتفاقی در ۱۷۰۹ و توسط کارگرانی که مشغول کندن چاهی بودند رقم خورد. آنان در طی کندن زمین به دیواری رسیده بودند که بعدتر مشخص شد بخشی از سن یک تئاتر بوده‌است. دیری نپایید که شکارچیان گنج مشغول به حفر تونل‌هایی در آن منطقه شدند و بسیاری از اشیاء موجود در آنجا به‌یغما رفت تا آنکه سرانجام در سال ۱۷۸۳ و با حمایت پادشاه ناپل، عملیات منظم حفاری در منطقه آغاز شد و از ۱۷۵۰ تا ۱۷۶۴ مهندسی نظامی با نام کارل وبر، کار نظارت و رهبری این کاوش‌ها را برعهده گرفت. در این مدت نقشه‌ها و دیاگرام‌هایی از ویرانه‌ها ترسیم و اشیأ بسیاری نیز کشف و ثبت گردید. از نخستین یافته‌های مهم در این منطقه، ویلای مجللی همراه با کتابخانه و تندیس‌های برنزی و مرمرین بود که آن‌را ویلای پاپیری نامیدند. همچنین نقاشی‌هایی عالی و مجموعه تندیس‌هایی از ساختمانی به‌دست آمد که گمان می‌رود باسیلیکای هرکولانیوم بوده‌است.

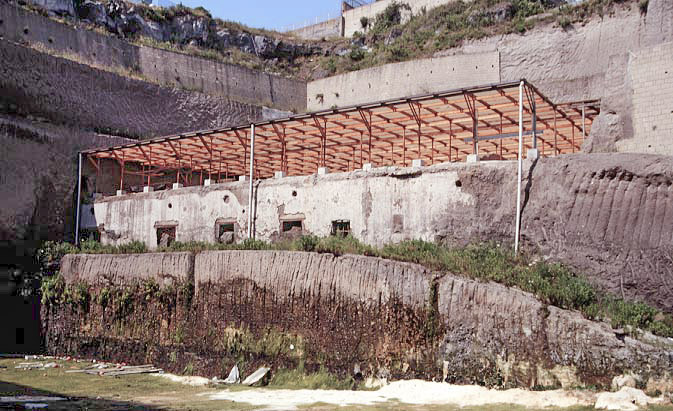
ویلای پاپیری

در ۱۸۲۳ کاوش‌ها که برای مدتی متوقف شده بود بار دیگر از سر گرفته شد و این بار کار به‌جای حفر تونل با الگوگیری از عملیات موفقیت‌آمیز کاوش در پومپئی به روی زمین منتقل گردید. این کار نتیجه‌بخش بود و تا سال ۱۸۳۵ نخستین خانه‌های هرکولانیوم از دل زمین بیرون آورده شد. حفاری‌ها بار دیگر برای مدتی تا ۱۸۶۹ متوقف شد و با یکپارچه‌شدن ایتالیا تا ۱۸۷۵ ادامه یافت. اما به‌دلیل کسب نتایج ضعیف و وجود خانه‌های مسکونی رسینا (ارکولانوی امروزی) بار دیگر کار رها شد تا آنکه با تلاش‌های باستان‌شناس انگلیسی، چارلز والدستاین برای بین‌المللی کردن حفاری‌ها در هرکولانیوم در ۱۹۰۴ بار دیگر کاوش‌ها در سال ۱۹۲۷ با هزینهٔ دولت ایتالیا و با هدف استمرار عملیات همچون آنچه که در پمپئی انجام می‌شد آغاز گردید. نتایج حاصل از این عملیات که تنها مدتی در طول جنگ جهانی دوم متوقف شد سبب شد تا تصویری شفاف از شهر باستانی هرکولانیوم به‌دست آید. جادهٔ اصلی شهر موسوم به دِکومانوس یک طرف از ربع میدان باستانی شهر با بناهای عمومیش را تشکیل می‌داد. قرارگیری ساختمان‌های واقع در جنوب دکومانوس به شکلی هندسی و روبه‌روی چهارراه‌هایی موسوم به کاردینس بود. بسیاری از خانه‌های نجیب‌زادگان نیز نمایی رو به خلیج داشت. همچنین از بناهای عمومی یافته‌شده می‌توان به پالایسترا یا ورزشگاه، استخر شنا و حمام‌های آب گرم اشاره نمود.
کار حفاری در هرکولانیوم پس از تخریب بخشی از ارکولانو در محل میدان شهر باستانی و خط ساحلی باستانی هنوز ادامه دارد.

## عوامل تهدیدکنندهٔ امروزی هرکولانیوم
مواد آتشفشانی‌ای که هرکولانیوم را در خود مدفون ساخته‌بودند آن را در عین حال برای سده‌های متمادی از گزند تغییرات درامان نگاهداشته بودند. وجود این لایهٔ سخت و شرایط ویژهٔ رطوبت زمین سبب شده بود تا چهارچوب‌های چوبی در، لوازم چوبی، بدنهٔ قایقی با اندازه‌ای قابل توجه، لباس و حتی غذا (تکه‌های نان کربونیزهای که درون فرها باقی‌مانده بودند) به‌طور سالم پیدا شوند. در نتیجه کشف هرکولانیوم سبب شد تا به جزئیاتی از زندگی خصوصی افراد در دوران باستان پی برد که تا آن زمان به سختی قابل دسترسی بود. با این حال با آغاز عملیات حفاری و قرارگیری غیر کنترل‌شدهٔ شهر باستانی در معرض نور، باد و باران، بسیاری از مصنوعات و بناهایی که از دل خاک بیرون آورده شده بودند دچار آسیب‌دیدگی شدند. از سوی دیگر دزدی، خرابکاری و توریست‌هایی که اشیایی را از این محل به یادگار بر می‌دارند و به‌هنگام گردش در آن باعث آسیب‌دیدن سازه‌های ضعیف هرکولانیوم می‌شوند از دیگر عوامل تهدیدکنندهٔ این منطقهٔ کوچک باستانی به‌شمار می‌ایند.
درعین حال چون تعداد گردشگرانی که از هرکولانیوم بازدید می‌کنند کمتر از آنانی است که به پمپئی می‌روند در نتیجه درآمد ناشی از بازدید آن‌ها آنقدر نیست که بشود اقدام‌های لازم محافظتی را انجام داد. این عوامل همراه با خسارات ناشی از آب‌های جاری شهر مجاور و خرابی‌های ناشی از حفاری‌های غیر اصولی انجام‌گرفته در سالیان گذشته سبب شده تا ویرانه‌های هرکولانیوم با سرعتی بیشتر از پمپئی رو به زوال و خرابی بروند.

## نگارخانه

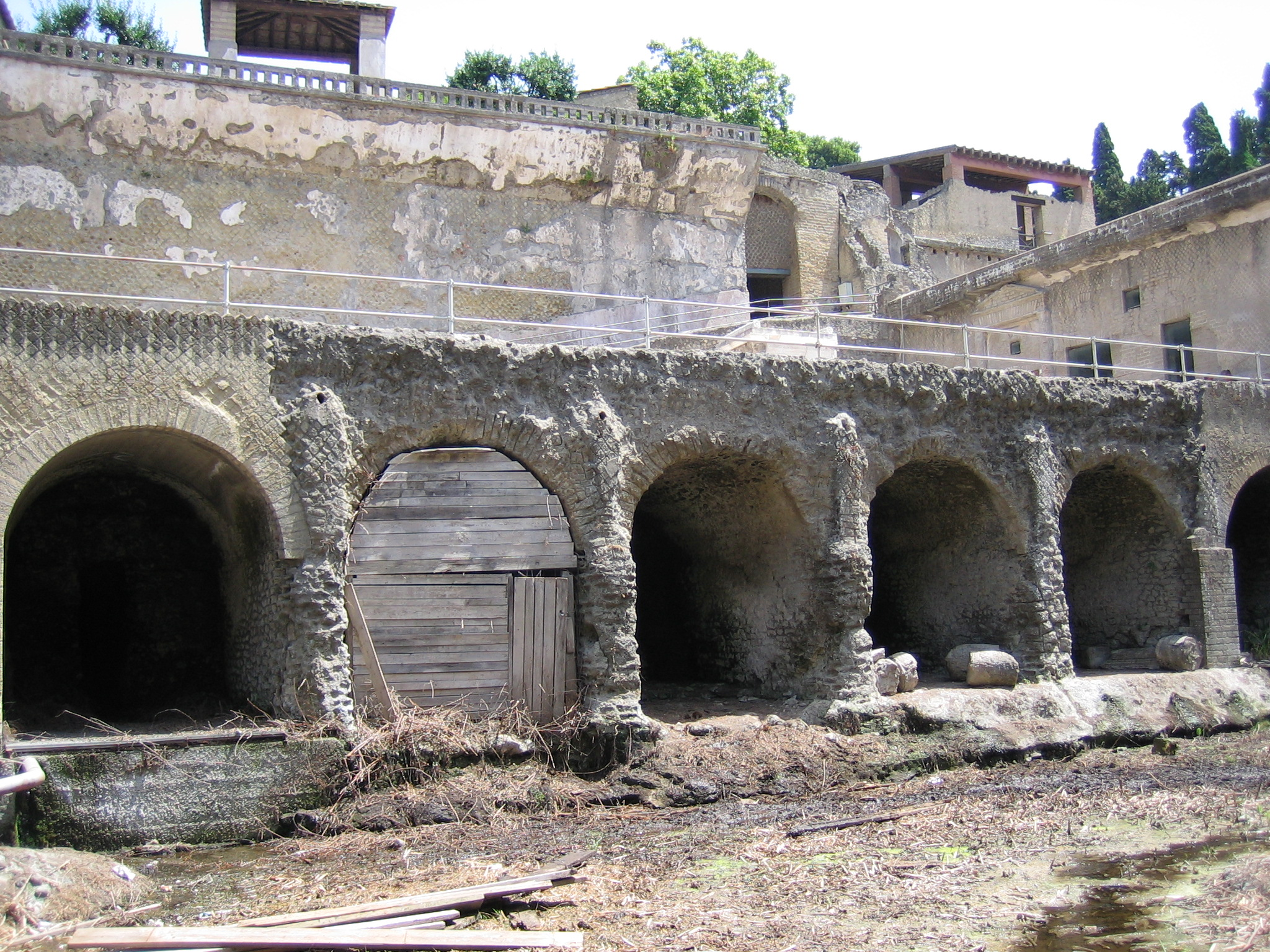
مکان نگهداری قایق‌ها در هرکولانیوم
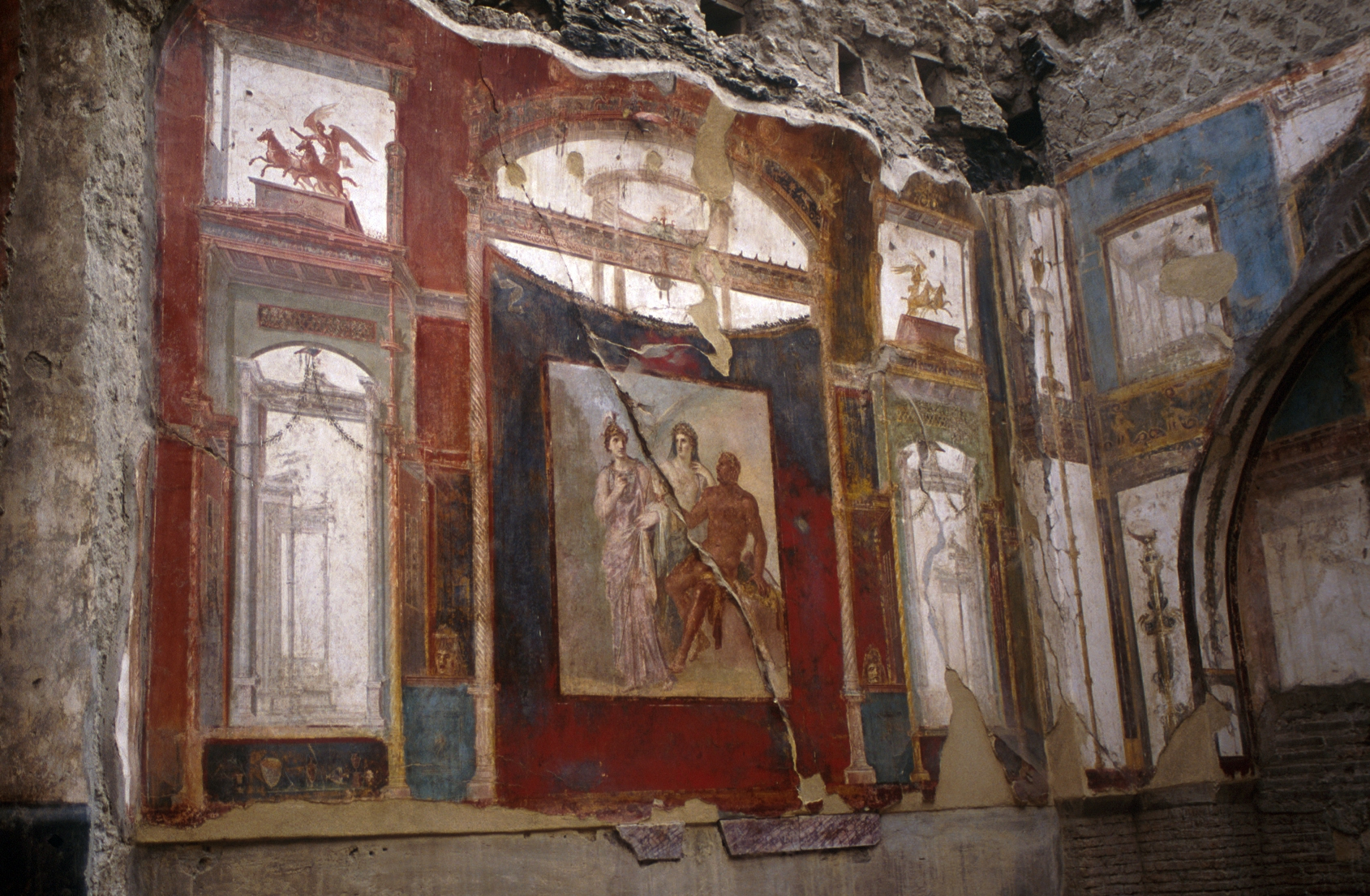
دیوارنگاره‌های کولجوم آگوستالس
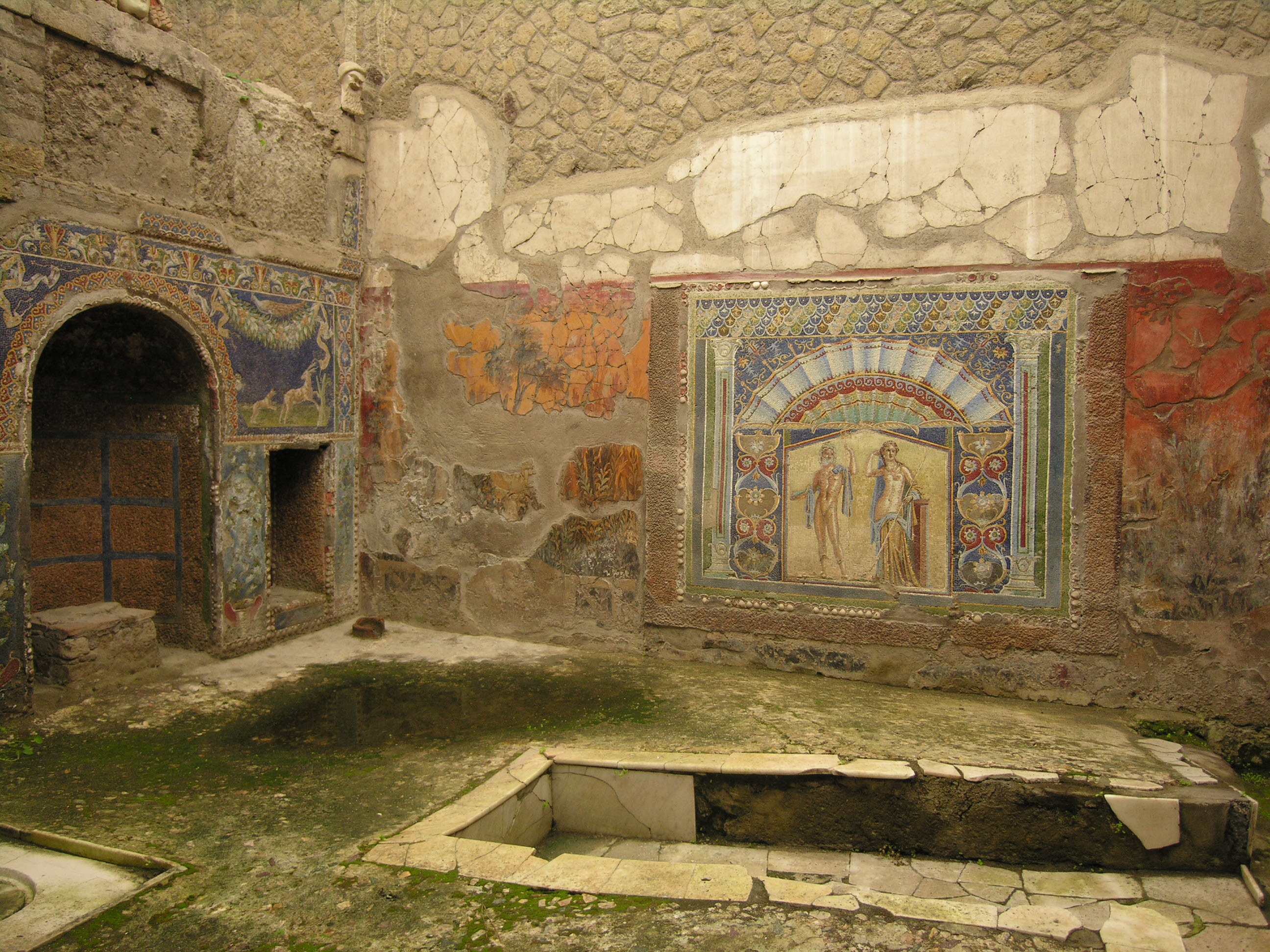
معرق‌کاری رومی از نپتون و آمفیتریت در خانهٔ شمارهٔ ۲۲ موسوم به خانهٔ نپتون و آمفیتریت
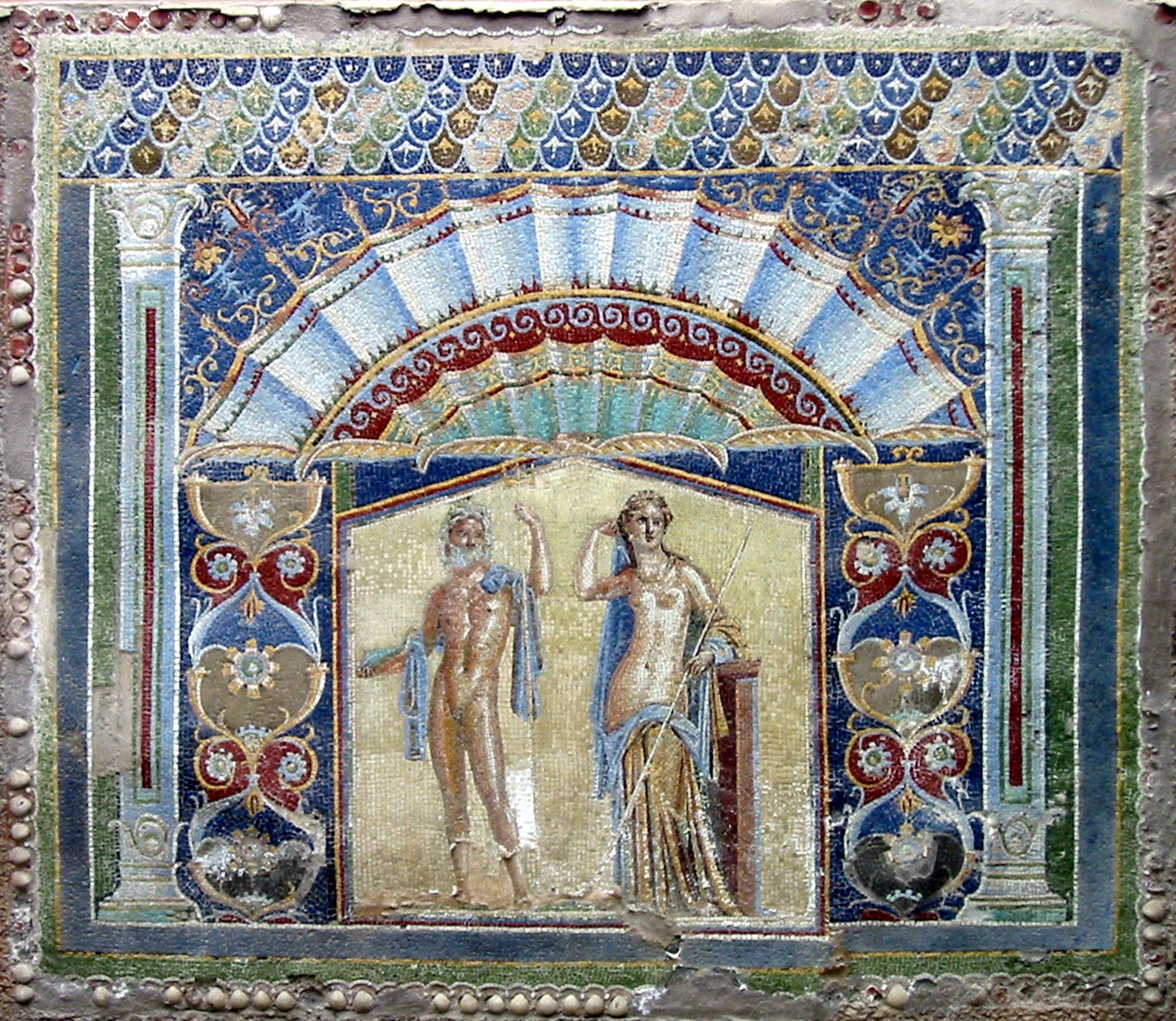
نمای نزدیک از معرق‌کاری نپتون و آمفیتریت
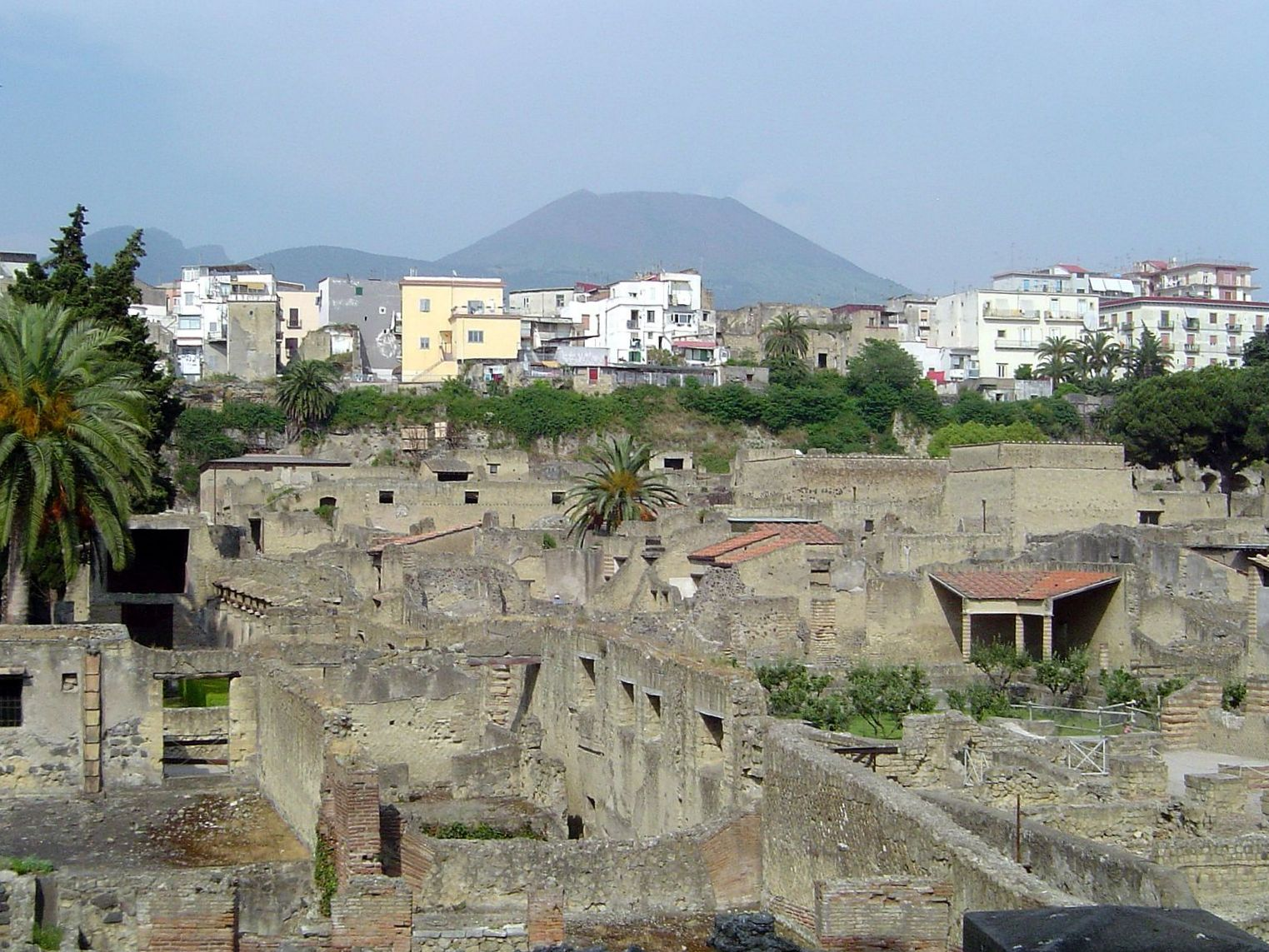
نمایی از هرکولانیوم باستان، ارکولانوی امروزی و کوه وزوو
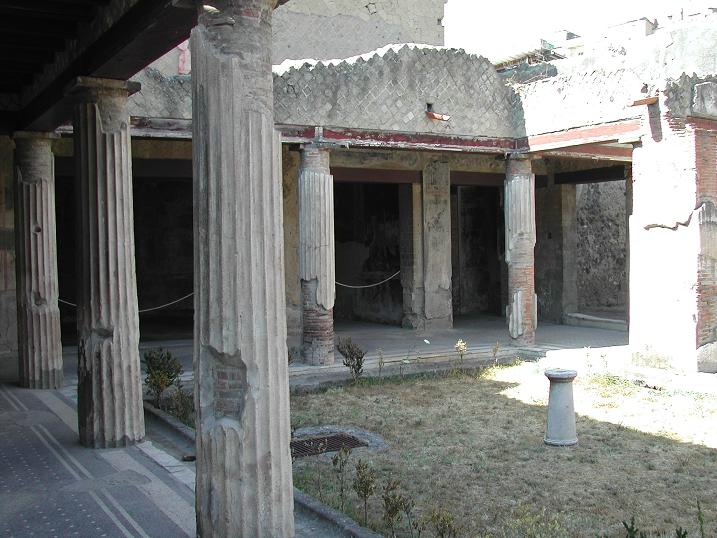
خانهٔ شمارهٔ ۱۲ موسوم به سالونه نرو
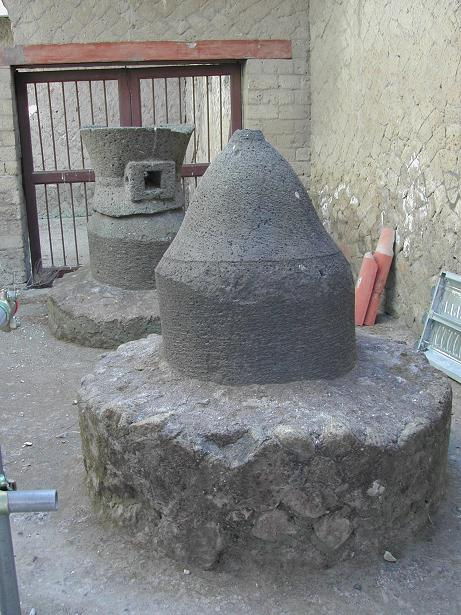
آسیاب
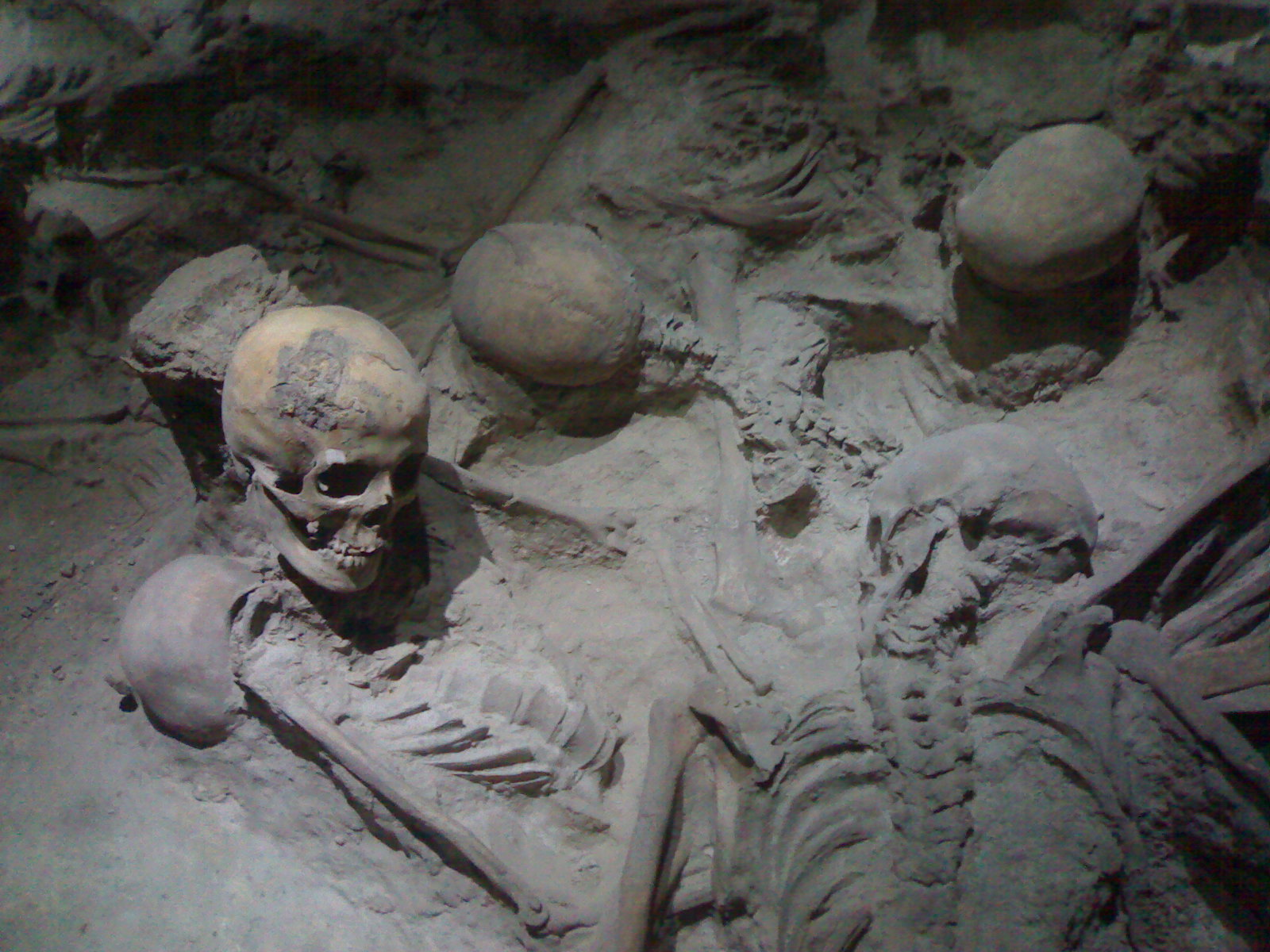
اسکلت‌های به‌دست‌آمده در حفاری‌های خلیج ناپل، موزهٔ باستان‌شناسی ناپل
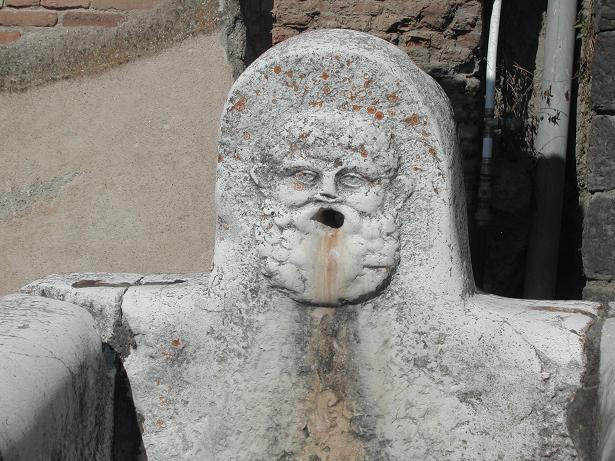
فونتانیله (چشمه)
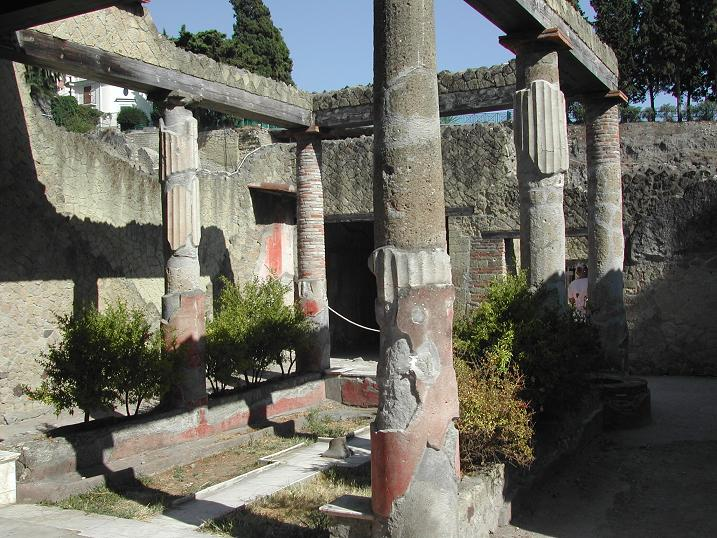
ستون‌های خانهٔ شمارهٔ ۲۳
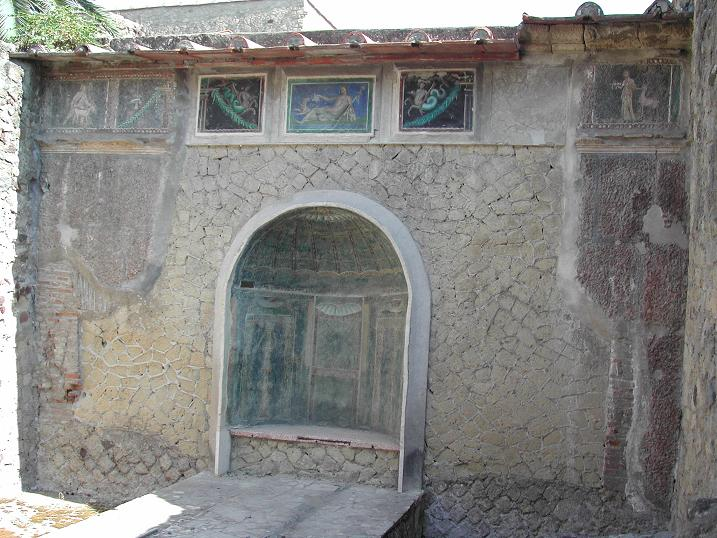
نقاشی‌های دیواری سردر یک خانه
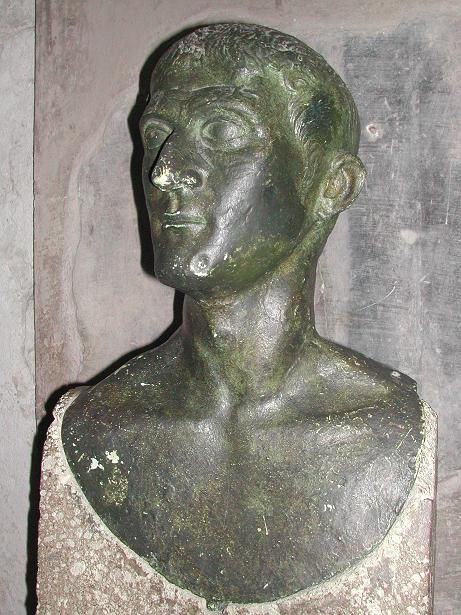
مجسمهٔ برنزی به‌دست آمده از خانهٔ شمارهٔ ۶ موسوم به کاسا دِلِرما دی برونزو
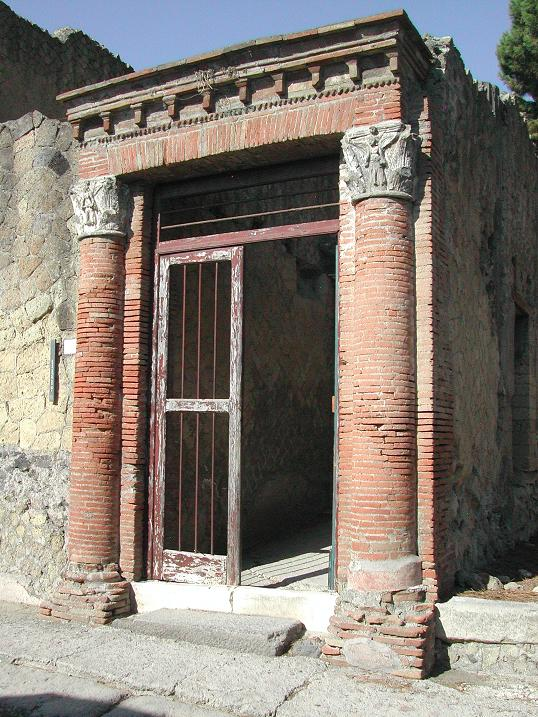
ورودی خانهٔ شمارهٔ ۱۸ موسوم به گرن پورتاله
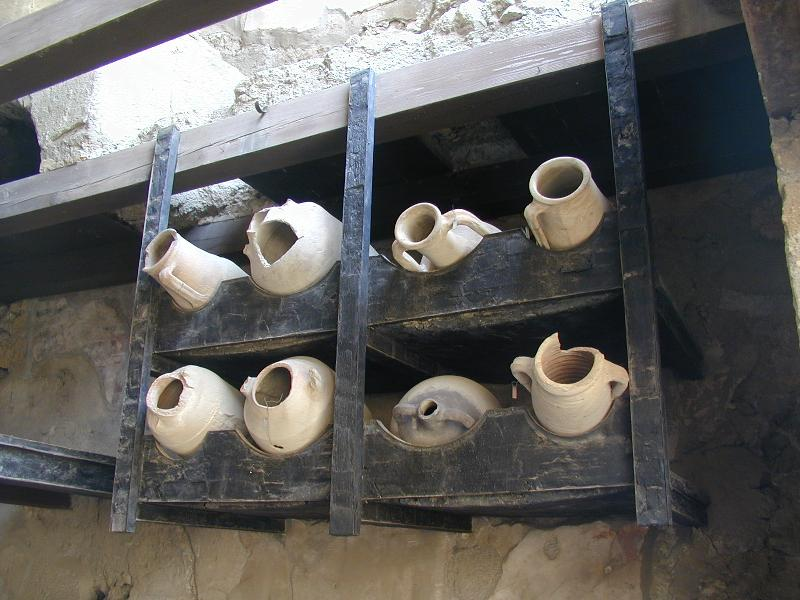
کوزه‌ها و محل نگهداریشان در خانهٔ شمارهٔ ۲۲
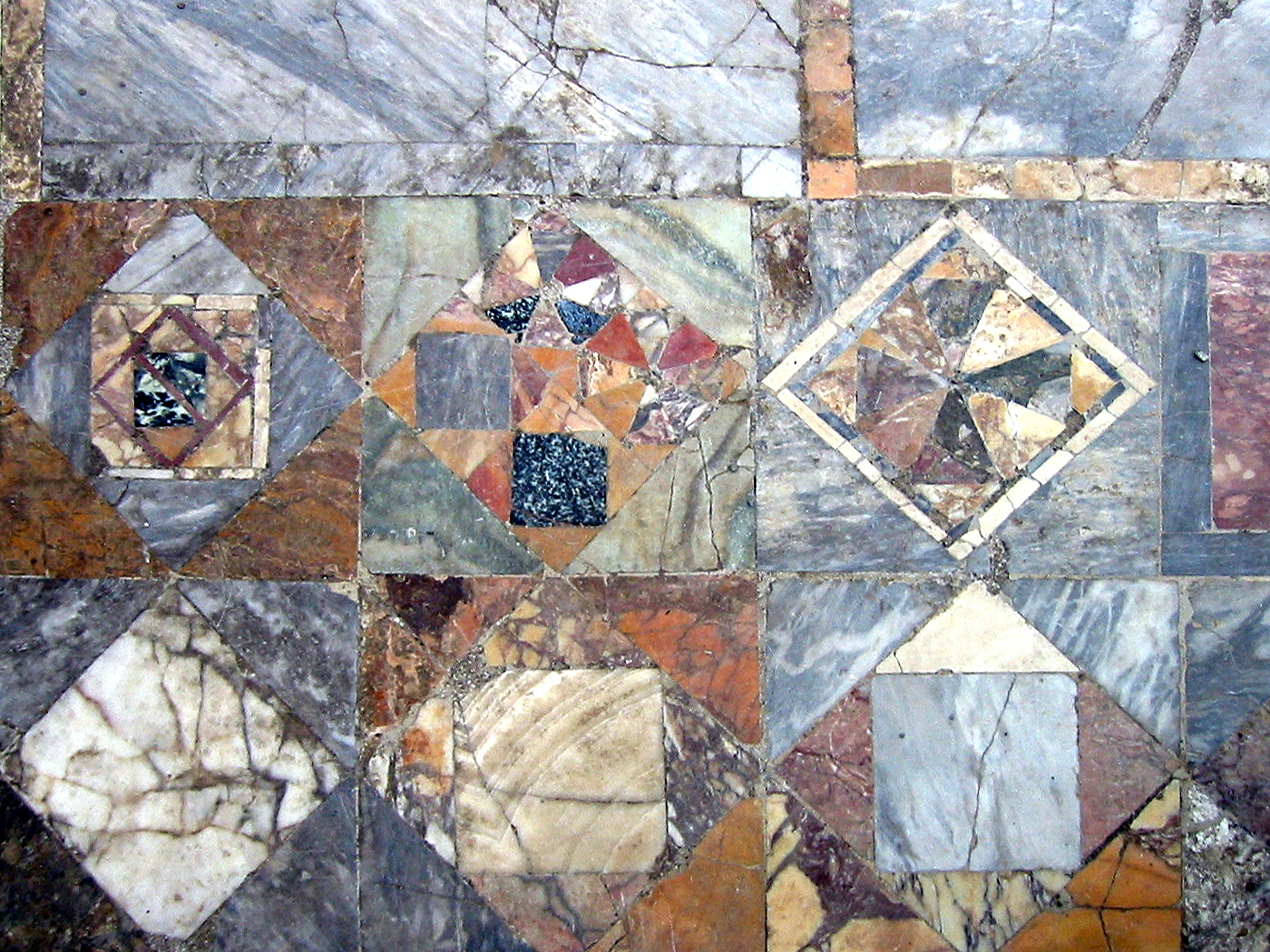
زمین خاتم‌کاری‌شده با سنگ مرمر